# Agrotis sericea
Agrotis sericea är en fjärilsart som beskrevs av Butler 1879. Agrotis sericea ingår i släktet Agrotis och familjen nattflyn. Inga underarter finns listade i Catalogue of Life.